# Siegfried (film 1908)
Siegfried è un cortometraggio muto del 1908 diretto da Mario Caserini.